# Minami-Alps
Minami-Alps (南アルプス市, Minami-Arupusu-shi) est une ville située dans la préfecture de Yamanashi, au Japon.

## Toponymie
Le toponyme « Minami-Alps » (南アルプス) signifie « Alpes du Sud ».

## Géographie

### Situation
Minami-Alps est située dans l'ouest de la préfecture de Yamanashi, au pied des monts Akaishi. Le mont Kita se trouve dans l'ouest de la municipalité.

### Municipalités limitrophes
| Hokuto             | Nirasaki    | Kai            |
| Ina                | Minami-Alps | Shōwa, Chūō    |
| Shizuoka, Hayakawa | Fujikawa    | Ichikawamisato |

### Démographie
Lors du recensement national de 2010, la population de Minami-Alps était de 72 333 habitants, répartis sur une superficie de 264,06 km2. En juin 2023, elle était de 71 441 habitants.

### Hydrographie
La ville est bordée à l'est par le fleuve Fuji (appelé localement rivière Kamanashi).

### Climat
La ville a un climat caractérisé par des étés chauds et humides et des hivers relativement doux. La température moyenne annuelle à Minami-Alps est de 10,1 °C. La pluviométrie annuelle moyenne est de 1 598 mm, septembre étant le mois le plus humide.

## Histoire
Minami-Alps a été fondée le 1er avril 2003 par la fusion des municipalités de Shirane, Wakakusa, Kushigata, Kōsai, Hatta et Ashiyasu (district de Nakakoma).

## Culture locale et patrimoine
- Hōzen-ji

## Jumelage
Minami-Alps est jumelée avec :
- Marshalltown (États-Unis)
- Winterset (États-Unis)
- Queanbeyan (Australie)
- Tsubetsu (Japon)
- Anamizu (Japon)
- Ogasawara (Japon)